# Cantón de Le Blanc
El cantón de Le Blanc es una división administrativa francesa, situada en el departamento de Indre y la región Centro.

## Composición
El cantón agrupa 9 comunas:
| Entidad de la población | Habitantes (2006) | Código postal | Código Insee |
| ----------------------- | ----------------- | ------------- | ------------ |
| Le Blanc                | 6 926             | 36300         | 36018        |
| Ciron                   | 507               | 36300         | 36053        |
| Concremiers             | 631               | 36300         | 36058        |
| Douadic                 | 427               | 36300         | 36066        |
| Ingrandes               | 329               | 36300         | 36087        |
| Pouligny-Saint-Pierre   | 1 018             | 36300         | 36165        |
| Rosnay                  | 618               | 36300         | 36173        |
| Ruffec                  | 635               | 36300         | 36176        |
| Saint-Aigny             | 292               | 36300         | 36178        |

## Demografía
| 1962   | 1968   | 1975   | 1982   | 1990   | 1999   | 2006   | 2007   |
| ------ | ------ | ------ | ------ | ------ | ------ | ------ | ------ |
| 10.891 | 11.718 | 12.479 | 11.982 | 11.652 | 11.178 | 11.346 | 11.383 |